# Triumph or Agony
Triumph or Agony – szósty album studyjny wydany przez Rhapsody of Fire 25 września 2006 roku. Jest to pierwszy album wydany przez zespół po zmianie nazwy grupy. Okładka wykonana została przez artystę Jeffa Easley, znanego z linii produktów Dungeons & Dragons. Album jest kontynuacją sagi The Dark Secret Saga.

## Lista utworów
| Nr                             | Tytuł | Czas  |
| ------------------------------ | --- | ----- |
| 1.                             | "Dar-Kunor" I. Echoes from the Elvish Woods II. Fear of the Dungeons                                                                                                 | 3:13  |
| 2.                             | "Triumph or Agony" | 5:02  |
| 3.                             | "Heart of the Darklands" | 4:10  |
| 4.                             | "Old Age of Wonders" | 4:35  |
| 5.                             | "The Myth of the Holy Sword" | 5:03  |
| 6.                             | "Il Canto del Vento" | 3:54  |
| 7.                             | "Silent Dream" | 3:50  |
| 8.                             | "Bloody Red Dungeons" | 5:10  |
| 9.                             | "Son of Pain" | 4:43  |
| 10.                            | "The Mystic Prophecy of the Demonknight" I. A New Saga Begins II. Through the Portals of Agony III. The Black Order IV. Nekron's Bloody Rhymes V. Escape From Horror | 16:26 |
| 11.                            | "Dark Reign of Fire" I. Winter Dawn's Theme | 6:26  |
| Bonus Tracks (Limited Edition) | |       |
| Nr                             | Tytuł | Czas  |
| 1.                             | "Defenders of Gaia" | 4:35  |
| 2.                             | "A New Saga Begins (Radio edit)" | 4:20  |
| 3.                             | "Son of Pain (Italian version)" | 4:47  |
| 4.                             | "Son of Pain (French version)" (Dostępna na francuskiej limitowanej edycji)                                                                                          | 4:47  |

## Muzycy
- Luca Turilli – gitara
- Fabio Lione – śpiew
- Alex Staropoli – instrumenty klawiszowe
- Patrice Guers – gitara basowa
- Alex Holzwarth – perkusja

- Christopher Lee – śpiew, narracja
- Toby Eddington – narracja
- Jeff Easley – grafika okładki
- Dominique Leurquin – dodatkowe gitary
- Petr Pololanik – dyrygent

### Produkcja
- Producent wykonawczy: Joey DeMaio
- Producenci: Sascha Paeth, Alex Staropoli, Luca Turilli
- Inżynier: Phillip Colodetti, Bernd Kugler, Rob Lavacque, Marc Lenz, Sascha Paeth, Olaf Reitmeier, Jan Wrede
- Mixing: Sascha Paeth
- Edycja: Phillip Colodetti, Rob Lavacque

## Notowania
| Lista   | Kraj       | Pozycja |
| ------- | ---------- | ------- |
| Top 60  | Szwajcaria | 74      |
| Top 200 | Francja    | 59      |
| Top 20  | Włochy     | 18      |